# Reschsiedlung
Die Reschsiedlung ist ein Ort auf der Koralm in der Steiermark und gehört zur Stadtgemeinde Deutschlandsberg im Bezirk Deutschlandsberg.

## Geographie
Die Siedlung befindet sich 5 Kilometer westlich vom Stadtzentrum Deutschlandsberg, knapp westlich von Trahütten, in der Katastralgemeinde Kruckenberg. Sie liegt an der Weinebenstraße (hier L619), auf dem Berggrat zwischen Laßnitz und Rostockbach, auf um die 990–1020 m ü. A. Höhe. Die Ortslage umfasst knapp 20 Adressen.
|           | Trahütten-Zerstreute Häuser ∗               |           |
| Rostock ∗ | Kompassrose, die auf Nachbargemeinden zeigt | Trahütten |
|           | Oberkruckenberg ∗                           |           |

∗ Ortslage direkt südlich an der L619: Kleinresch (Kruckenberg); westlich Priegl (Rostock) und Parfußwirt (Trahütten).

## Geschichte und Infrastruktur
Die Reschsiedlung kam 2015 mit der ganzen Gemeinde Trahütten an Deutschlandsberg.
Im Stadtentwicklungskonzept von Deutschlandsberg ist die Siedlung als Bestand-Wohnen mit Erweiterungspotential nach Westen ausgewiesen.